# Ius est ars boni et aequi
Ius est ars boni et aequi (z łac. Prawo jest sztuką tego, co dobre i słuszne, tłum. także jako Prawo jest sztuką czynienia tego, co dobre i słuszne lub Prawo jest sztuką stosowania tego, co dobre i słuszne) – paremia prawnicza odnosząca się do najbardziej podstawowych aspektów moralnych prawa. Oznaczała ogólną dyrektywę, iż wartości dobra (bonum) i słuszności (aequitas) stanowią dla systemu prawa wartości fundamentalne, a prawo powinno być interpretowane i stosowane zawsze z ich uwzględnieniem. Kwestie, których dotyczy paremia, są przedmiotem badań filozofii prawa.
Paremia została sformułowana przez rzymskiego prawnika Celsusa, a przytoczona przez rzymskiego prawnika Ulpiana. Znajduje się w Digestach Justyniana – w D. 1,1,1 pr.
Przejawy tej paremii można spotkać również we współczesnych instrumentach prawnych. Przykładowo artykuł 38 Statutu Międzynarodowego Trybunału Sprawiedliwości przewiduje, iż Trybunał może wydać wyrok w oparciu o zasady dobra i słuszności (ex aequo et bono).